# Junta Municipal de Distrito
En Junta Municipal de Distrito ("Stadsdelsnämnd/Kommunal distriktsstyrelse") kallas i Spanien den statliga myndighet som ansvarar för förvaltningen av en stadsdel eller distrikt i några bestämda städer. 
Kompetensen i styrelsen varierar från en stad till en annan. I allmänhet förknippas organisationen med medborgarnas delaktighet och överföring till stadens styrelse (Ayuntamiento) av allmänhetens behov.